# مرسین
مرسین (به ترکی استانبولی: Mersin)   یکی از شهرهای  ترکیه است. این شهر مرکز استان مرسین است.
مرسین شهری ساحلی در حاشیه دریای مدیترانه و در جنوب ترکیه واقع شده و در شمال قبرس قرار دارد.کلانشهر مرسین شامل چهار شهر آکدنیز ، مزیتلی، توروسلار و ینی شهیر می باشد که مجموعا کلانشهر مرسین را تشکیل می‌دهند .
مرسین با شهر بوشهر در ایران خواهرخوانده است. مرسین در سال ۲۰۱۳ نیز میزبان بازی‌های مدیترانه‌ای بوده‌است.
اپرا و باله مرسین نیز چهارمین در نوع خود در ترکیه بعد از اپرای استانبول، آنکارا و ازمیر است. فستیوال بین‌المللی موسیقی مرسین نیز اکتبر هر سال در این شهر برگزار می‌شود.

## واژه‌شناسی
نام این شهر از روی نام گیاهی از خانوادهٔ پامچالیان و ردهٔ موردیان به نامِ Myrsine (ترکی استانبولی: Mersin، یونانی: Μυρσίνη) گرفته شده‌است که به وفور در این منطقه می‌روییده است. اولیا چلبی در کتابش به نام سیاحت‌نامه، نام این شهر را برگرفته از نام قومِ «مَرسین اوغوللاری» (پسران مرسین) که آنجا می‌زیسته‌اند می‌داند.